# بينينو شابارو
بينينو شابارو (بالإسبانية: Benigno Chaparro)‏ هو لاعب كرة قدم ومدرب كرة قدم باراغواياني في مركز الهجوم، ولد في 3 أبريل 1958 في ايتاجوا في باراغواي. لعب مع ديبورتيفو ألافيس وراسينغ سانتاندير ونادي سالامانكا.